# ラージャーラーム2世 (コールハープル藩王)
ラージャーラーム2世（Rajaram II, 1850年4月13日 - 1870年11月30日）は、インドのデカン地方、コールハープル藩王国の君主（在位：1866年 - 1870年）。

## 生涯
1850年4月13日、ラームチャンドラ・ラーオ・パータンカルの息子として、コールハープルで誕生した。
1866年8月1日、コールハープル藩王国の君主の末期養子となった。
1866年8月4日、養父シヴァージー5世が死亡したことにより、藩王位を継承した。
1870年11月30日、ラージャーラーム2世はイタリアのフィレンツェで死亡した。死後、養子のシヴァージー6世が王位を継承した。